# رويشد
رويشد (28 أفريل 1921 - 28 جانفي 1999) ممثل كوميدي جزائري راحل. واسمه الحقيقي أحمد عياد، ممثل كوميدي جزائري بارز من منطقة القبائل، يُعد من رواد المسرح والسينما في الجزائر. اشتهر بأدوار حسن نية، وحسن طيرو، وحسن طاكسي.

## النشأة
وُلد أحمد عياد عام 1921 في الجزائر، واتخذ لاحقًا اسم "رويشد" المشتق من اسم الفنان الجزائري الراحل رشيد قسنطيني الذي كان معجبًا بفنه.

## البدايات الفنية
بدأ مسيرته الفنية في الأربعينيات مع فرقة رضا باي للمسرح الهاوي بالعاصمة بدعوة من المخرج عمر لعواصي. وفي عام 1942 انضم إلى فرقة «المسرح العربي» تحت إشراف محي الدين بشطارزي، حيث عمل سبع سنوات. عام 1949 انتقل إلى فرقة محمد الرازي، وشارك مع حسان الحسني في أعمال مسرحية خالدة مثل مصائب بوزيد وبوزيد والجن.

## الإذاعة والمسرح الوطني
عام 1953 التحق بالإذاعة الوطنية وشارك في سكيتشات إذاعية مثل الدراوشي واشرب وأهرب. عُرف بمواقفه المعارضة للاستعمار الفرنسي، ما أدى إلى سجنه عامين في سركاجي. بعد الاستقلال، أصبح عضوًا في «المسرح الوطني الجزائري»، وقدم أعمالًا بارزة منها حسان طيرو والبوابون للمخرج مصطفى كاتب، والغولة مع عبد القادر علولة.

## الجوائز والتقدير
نال الجائزة الأولى في مهرجان تونس عام 1970 عن أحد أعماله المسرحية. 

## الوفاة
توفي رويشد في 28 يناير 1999 بالأبيار في الجزائر العاصمة.

## أعماله

### أفلامه
- حسان تيرو (1967).
- العصا والعفيون (1971).
- هروب حسان الطيرو (1974).
- حسان طاكسي (1982).
- حسان النية (1989).
- ميدالية حسان (1986)

### مسرحياته
- البوابون (1964).
- الغولة (1972).

## روابط خارجية
- رويشد على موقع IMDb (الإنجليزية)
- رويشد على موقع ألو سيني (الفرنسية)
- رويشد على موقع أول موفي (الإنجليزية)
- رويشد على موقع قاعدة بيانات الفيلم (الإنجليزية)
- رويشد على موقع كينوبويسك (الروسية)